# Albert Parker
Albert Parker (Nova York, 11 de maig de 1885 − Londres, 10 d'agost de 1974) fou un director de cinema,  productor, guionista i actor.

## Biografia
Va dirigir 36 films entre 1917 i 1938, el més conegut és The Black Pirate, estrenada el 1926 amb Douglas Fairbanks.
A principis de la dècada de 1930, Parker va deixar Hollywood per Anglaterra on va continuar dirigint pel·lícules i també va obrir una oficina d'agència d'actors. Un dels seus clients més endavant en la dècada de 1960 seria una jova actriu anomenada Helen Mirren.
Després d'haver treballat molt de temps a Hollywood al costat de Gloria Swanson, John Barrymore o Douglas Fairbanks, Albert Parker va a Anglaterra on continua dirigint films de baix pressupost. Al començament dels anys 1930, Parker obre una agència artística l'objectiu de la qual és reclutar actors britànics pel repartiment dels seus films. l'any 1935, coneix James Mason en el transcurs d'un còctel i li ofereix el seu primer paper a Late Extra. L'any següent, roda altres dos films amb l'actor. Suspèn la seva carrera cinematogràfica el 1938.

## Filmografia
- American Aristocracy (1916) (*com a actor)
- Her Excellency, the Governor (1917)
- Shifting Sands (1918)
- The Secret Code (1918)
- Arizona (1918)
- The Knickerbocker Buckaroo (1919)
- Eyes of Youth (1919)
- The Branded Woman (1920)
- Sherlock Holmes (1922)
- Second Youth (1924)
- The Rejected Woman (1924)
- El pirata negre (1926)
- The Love of Sunya (1927)
- The Right to Live (1932)
- After Dark (1932)
- Rolling in Money (1934)
- The Third Clue (1934)
- The Riverside Murder (1935)
- The White Lilac (1935)
- Late Extra (1935)
- Blind Man's Bluff (1936)
- Troubled Waters (1936)
- There Was a Young Man (1937)
- The Five Pound Man (1937)
- Strange Experiment (1937)
- Second Thoughts (1938)
- Murder in the Family (1938)